# شهروندان عرب اسرائیل

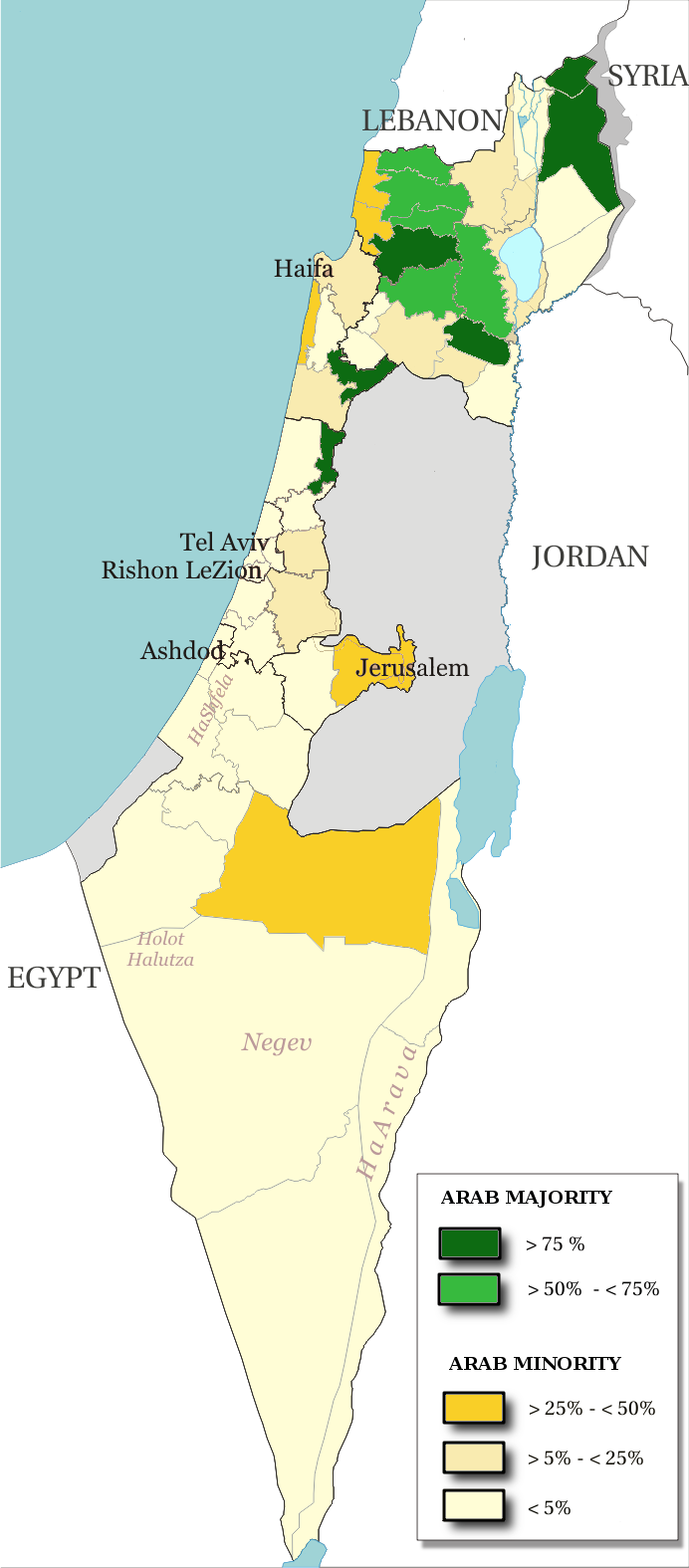
نقشه پراکندگی مردم عرب در اسرائیل.

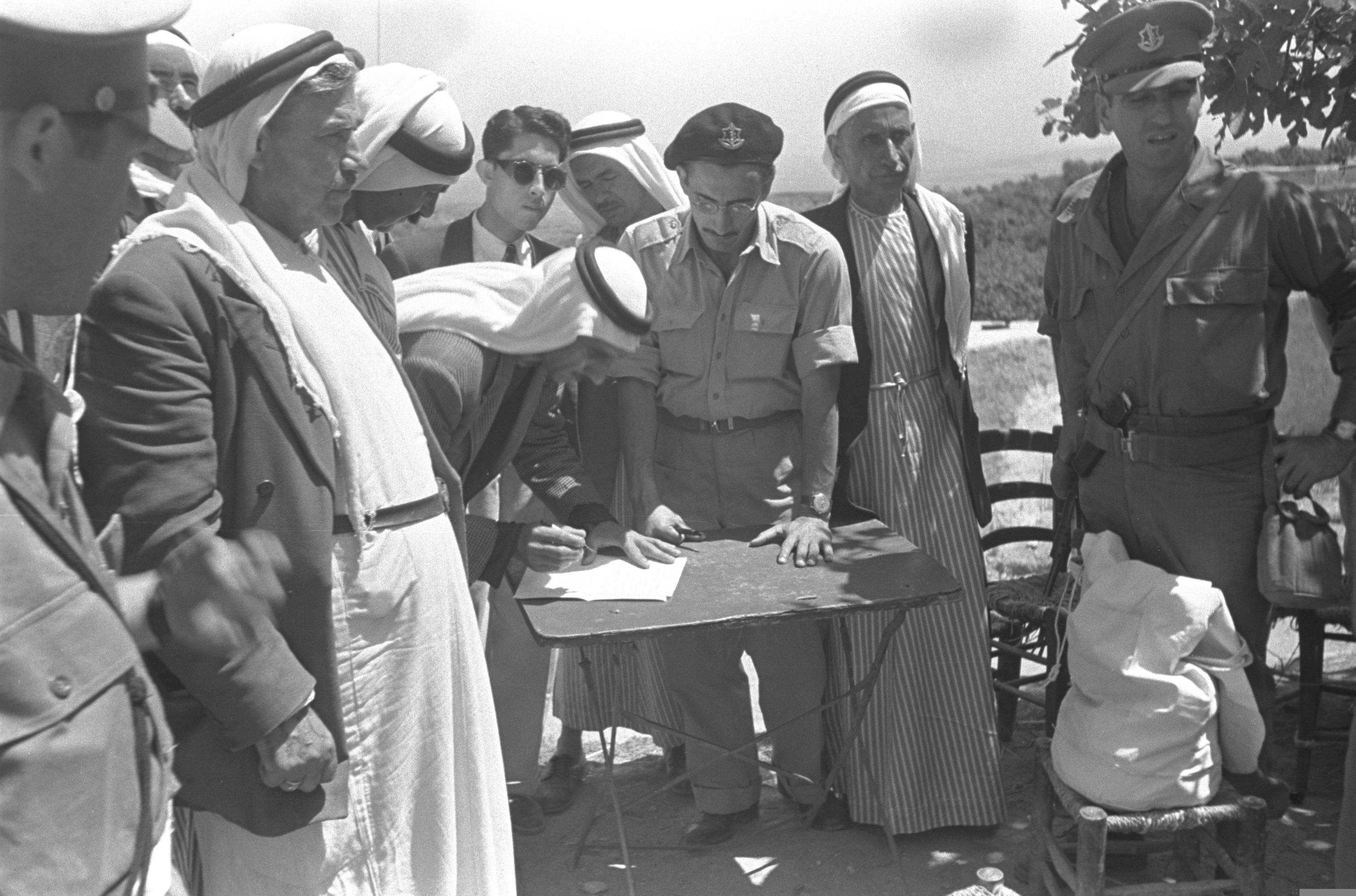
نگاره‌ای به‌تاریخ ۲۰ مهٔ ۱۹۴۹‏ میلادی از امضای پیمان وفاداری سران قبایل عرب ام‌الفحم به دولت اسرائیل.

شهروندان عرب اسرائیل (به عربی: المواطنون العرب في إسرائيل) (به عبری: ערבים אזרחי ישראל) یا عرب اسرائیلی، یا فلسطینی شهروند اسرائیل (به عربی: العرب الإسرائيليين) اصطلاحی است که در مورد فلسطینیان ساکن خاک اصلی اسرائیل (یعنی غیر از کرانه باختری رود اردن و نوار غزه و بلندی‌های جولان) به کار می‌رود. به این دسته از فلسطینیان، عرب‌های ۴۸ یا فلسطینیهای ۴۸ نیز گفته می‌شود که اشاره به جنگ ۱۹۴۸ میان اعراب و اسرائیل دارد. اعراب اسرائیل ٢٤ درصد جمعیت اسرائیل را تشکیل می‌دهند. شهروندان عرب اسرائیل (عرب اسرائیلی‌ها یا عرب‌های اسرائیل) بزرگ‌ترین اقلیت قومی کشور هستند. . رسانه‌های بین‌المللی معمولاً از اصطلاحات "عرب-اسرائیلی" یا "اسرائیلی-عرب" برای تمایز بین شهروندان عرب اسرائیل و عرب‌های فلسطینی که در اراضی اشغالی اسرائیل زندگی می‌کنند، استفاده می‌کنند. آنها از کسانی هستند که به دوره قیمومت بریتانیا بر فلسطین و از طریق فرمان تابعیت فلسطینی ۱۹۲۵ تعلق داشتند. این افراد که به زبان‌ عربی صحبت می‌کنند، در شناسایی خود به مجموعه‌ای از هویت‌های مدنی (اسرائیلی یا "در اسرائیل")، ملی (عرب، فلسطینی، اسرائیلی) و مذهبی (مسلمان، مسیحی، دروزی) متنوع اشاره می‌کنند.
پس ازاستقلال اسرائیل در سال ۱۹۴۸، عرب‌هایی که در درون اسرائیل باقی ماندند، تحت قوانین تابعیت اسرائیل قرار گرفتند، در حالی که کسانی که در کرانه باختری تحت الحاق اردن بودند، مشمول قوانین تابعیت اردنی شدند. کسانی که در نوار غزه تحت اشغال مصر بودند، تحت قوانین تابعیت مصری قرار نگرفتند و به جای آن، تابعیت آنها به تحت‌الحمایگی فلسطین تعلق داشت که توسط مصر در طول جنگ عربی-اسرائیلی ۱۹۴۸ ایجاد شده بود. این تقسیم سه‌گانه برای تابعیت فلسطینی‌ها تا جنگ عربی-اسرائیلی ۱۹۶۷ باقی ماند. در سال ۱۹۸۸، اردن ادعای حاکمیت خود بر کرانه باختری را که در سال ۱۹۵۰ مطرح کرده بود، لغو کرد و به طور مؤثر بیش از ۷۵۰،۰۰۰ نفر از ساکنان فلسطینی این سرزمین را بی‌کشور کرد. از طریق قانون اورشلیم در سال ۱۹۸۰ و قانون بلندی‌های جولان در سال ۱۹۸۱، اسرائیل صلاحیت تابعیت را به فلسطینی‌ها در اورشلیم شرقی و به سوری‌ها و سایر عرب‌ها در بلندی‌های جولان اعطا کرده است؛ این وضعیت به عرب‌های غیراز اورشلیم در کرانه باختری، یعنی کسانی که در مناطقی که اسرائیل به نام یهودا و سامریا اداره می‌کند، گسترش نیافته است. به دنبال اعلام استقلال فلسطین در سال ۱۹۸۸، ساکنان عرب بی‌کشور در سرزمین‌های فلسطینی در نهایت به عنوان شهروندان فلسطینی شناخته شدند و از سال ۱۹۹۵ گذرنامه تشکیلات خودگردان فلسطین به آنها صادر شده است.
گویش سنتی اکثر شهروندان عرب اسرائیل عربی شامگاهی است، از جمله عربی لبنانی در شمال اسرائیل، عربی فلسطینی در مرکز اسرائیل، و عربی بدوی در سراسر نقب. به دلیل اینکه گویش‌های عربی مدرن شهروندان عرب اسرائیل بسیاری از واژه‌ها و عبارات عبری را جذب کرده‌اند، گاهی به آن گویش عربی اسرائیلی گفته می‌شود. اخیراً گزارش‌هایی منتشر شده است که نشان می‌دهد عرب‌های اسرائیل به طور فزاینده‌ای احساس هویت اسرائیلی می‌کنند و تمایل به ادغام و داشتن آینده مشترک با جامعه اصلی اسرائیل را ابراز می‌کنند. از نظر تعلقات مذهبی، اکثریت عرب‌های اسرائیل مسلمان هستند، اما اقلیت‌های مسیحی و دروزی نیز وجود دارند.
بر اساس قانون اسرائیل، ساکنان عرب اورشلیم شرقی و بلندی‌های جولان حق دارند که شهروند اسرائیلی شوند، از خدمات شهری برخوردار باشند و حق رأی در مسائل شهری را داشته باشند.

### ترجیحات نام‌های قومی
طبق گزارش **نیویورک تایمز**، تا سال ۲۰۱۲، بیشتر عرب‌های اسرائیل تمایل داشتند که خود را به‌عنوان شهروندان فلسطینی اسرائیل شناسایی کنند تا به‌عنوان عرب‌های اسرائیلی. **شورای روابط خارجی** نیز بیان می‌کند که بیشتر اعضای جامعه عربی اسرائیل این اصطلاح را ترجیح می‌دهند. **واشنگتن پست** در سال ۲۰۲۱ تصریح کرد که "نظرسنجی‌ها نشان دادند" که عرب‌های اسرائیل اصطلاح "شهروند فلسطینی اسرائیل" را ترجیح می‌دهند و "برای کسانی که اغلب احساس می‌کنند بین دو جهان گرفتار شده‌اند، مرزهای آنچه که به معنای شهروند فلسطینی اسرائیل بودن است، هنوز در حال توسعه است."
با این حال، این یافته‌ها با نظرسنجی دانشگاه تل‌آویو در سال ۲۰۱۷ که نشان داد بیشتر اسرائیلی‌ها خود را به‌عنوان عرب-اسرائیلی یا به سادگی اسرائیلی شناسایی می‌کنند، در تضاد است.
اصطلاحات مشابهی که ممکن است توسط عرب‌های اسرائیل، رسانه‌ها و سازمان‌های دیگر استفاده شوند شامل "عرب‌های فلسطینی در اسرائیل" و "عرب‌های فلسطینی اسرائیلی" است. عفو بین‌الملل گزارش می‌دهد که "شهروندان عرب اسرائیل" اصطلاحی جامع است که توسط اسرائیل برای توصیف گروه‌های مختلف و عمدتاً عربی‌زبان، از جمله عرب‌های مسلمان، عرب‌های مسیحی، دروزی‌ها و چرکسی‌ها استفاده می‌شود. در پایان سال ۲۰۱۹، با در نظر گرفتن تعداد افرادی که به‌عنوان عرب‌های مسلمان و عرب‌های مسیحی تعریف شده‌اند، جمعیت شهروندان فلسطینی اسرائیل به حدود ۱.۸ میلیون نفر رسید.
دو اصطلاح وجود دارد که به طور خاص جمعیت عرب‌های اورشلیم شرقی و دروزی‌ها و سایر عرب‌ها در بلندی‌های جولان را مستثنی می‌کند: "عرب‌های درون خط سبز" و "عرب‌های داخلی".

## تقسیم‌بندی‌های مذهبی و فرقه‌ای
در سال ۲۰۰۶، تعداد رسمی ساکنان عرب در اسرائیل—شامل ساکنان دائمی اورشلیم شرقی و بلندی‌های جولان که بسیاری از آنها شهروند نیستند—به ۱,۴۱۳,۵۰۰ نفر رسید که حدود ۲۰٪ از جمعیت اسرائیل را تشکیل می‌دهد. جمعیت عرب‌ها در سال ۲۰۲۳ تخمین زده شده است به ۲,۰۶۵,۰۰۰ نفر که نمایانگر ۲۱٪ از جمعیت کشور است. طبق آمار مرکزی اسرائیل (مه ۲۰۰۳)، مسلمانان، از جمله بدوی‌ها، ۸۲٪ از کل جمعیت عرب‌های اسرائیل را تشکیل می‌دهند، در حالی که حدود ۹٪ دروزی و ۹٪ مسیحی هستند. پیش‌بینی‌ها بر اساس داده‌های سال ۲۰۱۰ پیش‌بینی کرده‌اند که عرب‌های اسرائیل تا سال ۲۰۲۵ به ۲۵٪ از جمعیت اسرائیل تبدیل خواهند شد.
زبان مادری شهروندان عرب، از جمله دروزی‌ها، عربی است و زبان محاوره‌ای رایج در میان آنها گویش عربی فلسطینی است. تسلط به زبان عربی استاندارد مدرن در میان آنها متفاوت است.

### مسلمانان
در سال ۲۰۱۹، مسلمانان ۱۷.۹٪ از جمعیت اسرائیل را تشکیل می‌دهند. اکثریت مسلمانان در اسرائیل عرب‌های سنی هستند، با اقلیت احمدی‌یا. حدود ۴۰۰۰ علوی در اسرائیل وجود دارند و اکثریت آنها در روستای غجر در بلندی‌های جولان اشغالی نزدیک به مرز لبنان زندگی می‌کنند. بدوی‌ها در اسرائیل نیز مسلمانان عرب هستند و برخی از قبایل بدوی در ارتش اسرائیل شرکت می‌کنند. جامعه کوچک چرکسی‌ها از مسلمانان سنی تشکیل شده‌اند که از قفقاز شمالی در اواخر قرن نوزدهم جابجا شده‌اند. علاوه بر این، جمعیت‌های کوچکتری از مسلمانان کردی، روما و ترکی نیز در اسرائیل زندگی می‌کنند.
در سال ۲۰۲۰، اورشلیم  بزرگ‌ترین جمعیت مسلمانان را در اسرائیل با تعداد ۳۴۶,۰۰۰ نفر میزبانی کرد، که ۲۱.۱٪ از جمعیت مسلمانان اسرائیل و حدود ۳۶.۹٪ از کل ساکنان شهر را تشکیل می‌دهد. رهط با جمعیت مسلمانان ۷۱,۳۰۰ نفر در مقام دوم قرار دارد، در حالی که ام الفحم و ناصره به ترتیب دارای حدود ۵۶,۰۰۰ و ۵۵,۶۰۰ نفر ساکن هستند. یازده شهر منطقه مثلث میزبان حدود ۲۵۰,۰۰۰ مسلمان اسرائیلی هستند.
در مورد توزیع منطقه‌ای در سال ۲۰۲۰، حدود ۳۵.۲٪ از مسلمانان اسرائیل در منطقه شمالی، ۲۱.۹٪ در منطقه اورشلیم، ۱۷.۱٪ در منطقه مرکزی، ۱۳.۷٪ در منطقه حیفا، ۱۰.۹٪ در منطقه جنوبی و ۱.۲٪ در منطقه تل‌آویو زندگی می‌کردند. جمعیت مسلمانان اسرائیل به طور قابل توجهی جوان است: حدود ۳۳.۴٪ در سنین ۱۴ سال و زیرتر هستند، در حالی که افرادی که ۶۵ سال و بالاتر دارند تنها ۴.۳٪ از جمعیت را تشکیل می‌دهند. علاوه بر این، جامعه مسلمان در اسرائیل بالاترین نرخ باروری را در میان گروه‌های مذهبی دارد، که به میزان ۳.۱۶ فرزند به ازای هر زن است.
طبق مطالعه‌ای که توسط مرکز پژوهش پیو در سال ۲۰۱۶ منتشر شد، در حالی که مسلمانان ساکن در اسرائیل به طور کلی از نظر مذهبی بیشتر از یهودیان اسرائیل پایبند هستند، اما از مسلمانان ساکن در بسیاری از کشورهای دیگر خاورمیانه کمتر مذهبی هستند. زنان مسلمان بیشتر احتمال دارد که بگویند دین در زندگی‌شان اهمیت زیادی دارد و مسلمانان جوان به طور کلی کمتر از بزرگترهای خود به مذهب پایبندند. طبق نظرسنجی مؤسسه دموکراسی اسرائیل که در سال ۲۰۱۵ انجام شد، ۴۷٪ از مسلمانان اسرائیل خود را سنتی معرفی کردند، ۳۲٪ خود را مذهبی دانستند، ۱۷٪ خود را اصلاً مذهبی ندانستند و ۳٪ خود را بسیار مذهبی معرفی کردند.

### دروزی ها
بیشتر دروزی‌های اسرائیل در شمال کشور ساکن هستند و به طور رسمی به عنوان یک جامعه مذهبی جداگانه با محاکم خود شناسایی می‌شوند. آنها زبان و فرهنگ عربی را به عنوان بخش‌های جدایی‌ناپذیر از هویت خود حفظ کرده و عربی زبان اصلی آنها است. دروزی‌های گلیل و دروزی‌های منطقه حیفا به طور خودکار در سال ۱۹۴۸ تابعیت اسرائیلی دریافت کردند. پس از آنکه اسرائیل در سال ۱۹۶۷ بلندی‌های جولان را از سوریه اشغال کرده و در سال ۱۹۸۱ به اسرائیل الحاق کرد، به دروزی‌های بلندی‌های جولان تابعیت کامل اسرائیلی تحت قانون بلندی‌های جولان پیشنهاد شد. اکثر آنها از پذیرش تابعیت اسرائیلی خودداری کردند و تابعیت و هویت سوری را حفظ کرده و به عنوان ساکنان دائمی اسرائیل شناخته می‌شوند. تا سال ۲۰۱۱، کمتر از ۱۰٪ از جمعیت دروزی‌های بلندی‌های جولان تابعیت اسرائیلی را پذیرفته بودند.
در پایان سال ۲۰۱۹، حدود ۸۱٪ از جمعیت دروزی‌های اسرائیل در منطقه شمالی زندگی می‌کردند و ۱۹٪ در منطقه حیفا ساکن بودند. بزرگ‌ترین جمعیت دروزی در دالیات الکرم و یرکا قرار دارد. دروزی‌های اسرائیل در ۱۹ شهر و روستا زندگی می‌کنند، که یا به تنهایی یا به صورت مختلط با مسیحیان و مسلمانان هستند، و همه این مکان‌ها در قله‌های کوه‌ها در شمال اسرائیل (گلیل بالا و پایین و کوه کرمل) واقع شده‌اند، از جمله ابوسنان، بیت جان، دالیات الکرم، عین الاسد، حورفیش، اسفیا، جولیس، کفر یاسف، کسرا-سومی، مغار، پکیعین، رمه، ساجور، شفا عمرو، یانوح-جات و یرکا. چهار روستای دروزی دیگر در بخش الحاق شده از بلندی‌های جولان وجود دارد—مجدل شمس، مسعده، بقعه و عین قنیه—که ۲۳,۰۰۰ دروزی در آنجا زندگی می‌کنند.
در دوران قیمومیت بریتانیا بر فلسطین، دروزی‌ها به ملی‌گرایی عربی رو به رشد آن زمان نپیوستند و در درگیری‌های خشونت‌آمیز شرکت نکردند. در سال ۱۹۴۸، بسیاری از دروزی‌ها به طور داوطلبانه به ارتش اسرائیل پیوستند و هیچ‌یک از روستاهای دروزی ویران یا به طور دائمی ترک نشدند. از زمان تأسیس دولت اسرائیل، دروزی‌ها همبستگی خود را با اسرائیل نشان داده و از رادیکالیسم عربی و اسلامی فاصله گرفته‌اند. شهروندان دروزی مرد در ارتش دفاعی اسرائیل خدمت می‌کنند.
از سال ۱۹۵۷، دولت اسرائیل به طور رسمی دروزی‌ها را به عنوان یک جامعه مذهبی جداگانه شناسایی کرد و آنها به عنوان یک گروه قومی متمایز در ثبت‌نام سرشماری وزارت کشور اسرائیل شناخته می‌شوند. از طرف دیگر، اداره مرکزی آمار اسرائیل در سرشماری‌های خود دروزی‌ها را به عنوان عرب‌ها طبقه‌بندی می‌کند. در حالی که سیستم آموزشی اسرائیل به طور اساسی به مدارس عبری و عربی تقسیم شده است، دروزی‌ها در شاخه مدارس عربی خودمختاری دارند. دروزی‌های اسرائیلی از نظر زبان و فرهنگ عرب هستند و زبان مادری آنها زبان عربی است.
داده‌های نظرسنجی نشان می‌دهد که دروزی‌های اسرائیلی هویت خود را ابتدا به عنوان دروزی (از نظر دینی)، سپس به عنوان عرب (از نظر فرهنگی و قومی) و در نهایت به عنوان اسرائیلی (از نظر تابعیت) اولویت می‌دهند. اقلیت کوچکی از آنها خود را به عنوان فلسطینی شناسایی می‌کنند، که آنها را از اکثریت سایر شهروندان عرب اسرائیل که عمدتاً به عنوان فلسطینی شناخته می‌شوند، متمایز می‌کند.
در یک نظرسنجی که در سال ۲۰۰۸ توسط دکتر یوسف حسن از دانشگاه تل‌آویو انجام شد، ۹۴٪ از پاسخ‌دهندگان دروزی خود را به عنوان "دروز-اسرائیلی" در زمینه دینی و ملی شناسایی کردند، در حالی که نظرسنجی مرکز پژوهش پیو در سال ۲۰۱۷ گزارش داد که در حالی که ۹۹٪ از مسلمانان و ۹۶٪ از مسیحیان خود را از نظر قومی عرب می‌دانند، سهم کمتری از دروزی‌ها، ۷۱٪، به همین ترتیب شناسایی کردند. در مقایسه با دیگر مسیحیان و مسلمانان، دروزی‌ها تأکید کمتری بر هویت عربی خود دارند و بیشتر به عنوان اسرائیلی خود را شناسایی می‌کنند. بیشتر آنها خود را به عنوان فلسطینی نمی‌شناسند. با این حال، آنها نسبت به برقراری روابط شخصی با یهودیان نسبت به مسلمانان و مسیحیان اسرائیل کمتر آمادگی دارند. پژوهشگران این روند را به تفاوت‌های فرهنگی میان یهودیان و دروزی‌ها نسبت می‌دهند. سیاستمداران دروزی در اسرائیل شامل ایوب کارا، که نماینده لیکود در کنست بود؛ مجالی وحابی از کادیما، نایب رئیس کنست؛ و سعید نافع از حزب عربی بالاد هستند.

### مسیحیون
عرب‌های مسیحی حدود ۹٪ از جمعیت عرب‌های اسرائیل را تشکیل می‌دهند. در پایان سال ۲۰۱۹، حدود ۷۰.۶٪ در منطقه شمالی، ۱۳.۳٪ در منطقه حیفا، ۹.۵٪ در منطقه اورشلیم، ۳.۴٪ در منطقه مرکزی، ۲.۷٪ در منطقه تل‌آویو و ۰.۵٪ در منطقه جنوبی ساکن بودند. در اسرائیل حدود ۱۳۵,۰۰۰ نفر یا بیشتر عرب مسیحی وجود دارد (و بیش از ۳۹,۰۰۰ مسیحی غیرعرب). تا سال ۲۰۱۴، کلیسای کاتولیک یونانی ملکی بزرگ‌ترین جامعه مسیحی در اسرائیل بود، جایی که حدود ۶۰٪ از مسیحیان اسرائیل به کلیسای کاتولیک یونانی ملکی تعلق داشتند، در حالی که حدود ۳۰٪ از مسیحیان اسرائیل به کلیسای ارتدکس یونانی اورشلیم تعلق داشتند. جوامع مسیحی در اسرائیل مدارس، کالج‌ها، بیمارستان‌ها، کلینیک‌ها، یتیم‌خانه‌ها، خانه‌های سالمندان، خوابگاه‌ها، مراکز خانواده و جوانان، هتل‌ها و مهمانخانه‌های زیادی را اداره می‌کنند.
ناصره دارای بزرگ‌ترین جمعیت عرب مسیحی است و پس از آن حیفا قرار دارد. اکثریت اقلیت عرب در حیفا نیز مسیحی است. جوامع عرب مسیحی در ناصره و حیفا به نسبت دیگر عرب‌ها در سایر نقاط اسرائیل، ثروتمندتر و از نظر تحصیلی بهتر آموزش‌دیده هستند. مسیحیان عرب همچنین در تعدادی از دیگر نقاط گلیل زندگی می‌کنند، مانند ابوسنان، عربه، بی‌عینه، دیرحنا، عبلین، جادیدی-مقر، کفر کنّا، مزرعه، مقبله، راس العین، رینه، سخنین، شفا عمرو، توران و یافا النصیریه. مکان‌هایی مانند عیلابون، جیش، کفر یاسف و رمه عمدتاً مسیحی هستند. تقریباً تمام جمعیت فسوطة و میعلیه مسیحی‌های ملکی هستند. برخی از روستاهای دروزی، مانند دالیات الکرم، عین قنیه، حورفیش، اسفیا، کسرا-سومی، مغار، مجدل شمس و پکیعین دارای جمعیت کمی از عرب‌های مسیحی هستند. شهرهای مختلط مانند عکا، اورشلیم، لود، معالوت-ترشیحا، نوف هگلیل، رمله و تل‌آویو-یافا دارای جمعیت قابل توجهی از عرب‌های مسیحی هستند.
بسیاری از عرب‌های مسیحی در احزاب سیاسی عربی در اسرائیل نقش‌های برجسته‌ای داشته‌اند و رهبران شامل اسقف جورج حکیم، امیل توما، توفیق طوبی، امیل حبیبی و عزمی بشاره بوده‌اند. شخصیت‌های مذهبی مسیحی برجسته شامل اسقف‌های ملکی گلیل الیاس شاکور و بطرس معلم، پاتریارک لاتین قدس میشل صبّاح و اسقف منیب یونان از کلیسای لوتری اردن و سرزمین مقدس هستند. قاضیان دیوان عالی اسرائیل، سالم جوبرا و جورج کارا، عرب مسیحی هستند. شخصیت‌های مسیحی برجسته در علم و فناوری‌های پیشرفته شامل حسام حیک هستند که در زمینه‌های چندرشته‌ای مانند نانوتکنولوژی، نانوحسگرها و الکترونیک مولکولی مشارکت‌های زیادی داشته است، و جونی سرجی که معاون ارشد فناوری‌های سخت‌افزاری اپل است.
در میان مسیحیان عرب در اسرائیل، برخی بر پان‌عربیسم تأکید می‌کنند، در حالی که اقلیت کوچکی به ارتش دفاعی اسرائیل ملحق می‌شوند. از سپتامبر ۲۰۱۴، خانواده‌ها یا قبیله‌های مسیحی که میراث فرهنگی آرامی یا مارونی دارند به عنوان یک قومیت جداگانه از عرب‌های اسرائیل شناخته می‌شوند و می‌توانند خود را به عنوان آرامی‌ها ثبت‌نام کنند. این شناسایی پس از حدود هفت سال فعالیت بنیاد مسیحی آرامی در اسرائیل انجام شده است که به جای چسبیدن به هویت عربی، به دنبال ادغام در سبک زندگی اسرائیلی است. آرام به رهبری سرگرد شادی خالول ری‌شو و انجمن استخدام مسیحیان اسرائیلی به ریاست پدر گابریل ناداف از کلیسای ارتدکس یونانی و سرگرد ایهاب شلیان است. این اقدام توسط پاتریارکارت ارتدکس یونانی محکوم شد که آن را تلاشی برای تقسیم اقلیت فلسطینی در اسرائیل توصیف کرد. دیگر حامیان صهیونیست که از ایده‌های مشابه حمایت کردند، پوشش گسترده‌ای در رسانه‌های دولتی اسرائیل و منابع خبری یهودی دریافت کردند که به شدت مورد انتقاد هم‌دینانشان قرار گرفتند.
عرب‌های مسیحی یکی از تحصیل‌کرده‌ترین گروه‌ها در اسرائیل هستند. طبق داده‌های اداره مرکزی آمار اسرائیل در سال ۲۰۱۰، عرب‌های مسیحی در اسرائیل بالاترین نرخ‌های تحصیلات عالی را در میان تمام جوامع دینی دارند؛ ۶۳٪ از عرب‌های مسیحی اسرائیل تحصیلات دانشگاهی یا فوق‌لیسانس داشته‌اند که بالاترین میزان در میان هر گروه دینی و قومیتی است. با وجود اینکه عرب‌های مسیحی تنها ۲٪ از جمعیت کل اسرائیل را تشکیل می‌دهند، در سال ۲۰۱۴ آنها ۱۷٪ از دانشجویان دانشگاهی کشور و ۱۴٪ از دانشجویان کالج‌ها را به خود اختصاص داده بودند. تعداد مسیحیانی که مدرک کارشناسی یا درجات بالاتر علمی کسب کرده‌اند، بیشتر از میانگین جمعیت اسرائیل است. نرخ دانشجویان در زمینه پزشکی در میان دانشجویان عرب مسیحی بالاتر از سایر بخش‌ها بوده و درصد زنان عرب مسیحی که در حال دریافت تحصیلات عالی هستند نیز بیشتر از سایر گروه‌ها است.
اداره مرکزی آمار اسرائیل اعلام کرد که با در نظر گرفتن داده‌های ثبت‌شده در طول سال‌ها، عرب‌های مسیحی اسرائیلی در مقایسه با سایر گروه‌هایی که در اسرائیل آموزش می‌بینند، بهترین وضعیت تحصیلی را داشته‌اند. در سال ۲۰۱۲، عرب‌های مسیحی بالاترین نرخ‌های موفقیت در امتحانات دیپلم را داشتند. در سال ۲۰۱۶، عرب‌های مسیحی بالاترین نرخ‌های موفقیت در امتحانات دیپلم را با ۷۳.۹٪ داشتند، که در مقایسه با اسرائیلی‌های مسلمان و دروز (۴۱٪ و ۵۱.۹٪ به ترتیب) و همچنین دانش‌آموزان از بخش‌های مختلف سیستم آموزشی عبری (اکثراً یهودی) که به عنوان یک گروه در نظر گرفته شده بودند (۵۵.۱٪)، بالاتر بود.
از نظر وضعیت اقتصادی-اجتماعی، عرب‌های مسیحی بیشتر مشابه جمعیت یهودی هستند تا جمعیت مسلمانان عرب. آنها پایین‌ترین نرخ فقر و پایین‌ترین درصد بیکاری، یعنی ۴.۹٪، را دارند که در مقایسه با ۶.۵٪ در میان مردان و زنان یهودی است. همچنین، آنها بالاترین درآمد خانوار میانه را در میان شهروندان عرب اسرائیل و دومین بالاترین درآمد خانوار میانه را در میان گروه‌های قومی-مذهبی اسرائیل دارند. همچنین، عرب‌های مسیحی در علوم و حرفه‌های نمایندگی بالایی دارند. در اسرائیل، عرب‌های مسیحی به عنوان اقلیت قومی-مذهبی تحصیل‌کرده، سخت‌کوش و از طبقه متوسط بالایی توصیف می‌شوند. بر اساس مطالعات، اکثریت مسیحیان در اسرائیل (۶۸.۲ درصد) در بخش خدمات، مانند بانک‌ها، شرکت‌های بیمه، مدارس، گردشگری، بیمارستان‌ها و غیره، مشغول به کار هستند.

## اموزش وپرورش
دولت اسرائیل بر اکثر مدارس فعال در کشور، از جمله اکثر مدارس تحت مدیریت سازمان‌های خصوصی، نظارت و تأمین مالی می‌کند. سیستم آموزشی ملی دارای دو شاخه اصلی است: یک شاخه عبری‌زبان و یک شاخه عربی‌زبان. برنامه‌های درسی برای این دو سیستم در زمینه‌های ریاضیات، علوم و زبان انگلیسی تقریباً یکسان است، اما در حوزه‌های انسانی (تاریخ، ادبیات و غیره) متفاوت است. در مدارس عربی، زبان عبری از کلاس سوم به عنوان زبان دوم تدریس می‌شود و برای امتحانات دیپلم مدارس عربی اجباری است، در حالی که تنها دانش پایه‌ای از زبان عربی در مدارس عبری‌زبان تدریس می‌شود، معمولاً از کلاس‌های هفتم تا نهم. عربی برای امتحانات دیپلم مدارس عبری‌زبان الزامی نیست. تقسیم زبان آموزشی از دوره پیش‌دبستانی تا پایان دبیرستان ادامه دارد. در سطح دانشگاهی، این دو سیستم به یک سیستم واحد که عمدتاً به زبان عبری و انگلیسی عمل می‌کند، ادغام می‌شوند.
بر اساس مطالعه‌ای که توسط پژوهشگر هانا دیوید از دانشگاه تل‌آویو انجام شده است، مدارس مسیحی عربی در اسرائیل از جمله بهترین مدارس در کشور هستند. با وجود اینکه این مدارس تنها ۴٪ از بخش آموزشی عربی را نمایندگی می‌کنند، حدود ۳۴٪ از دانشجویان عرب دانشگاهی از مدارس مسیحی می‌آیند و حدود ۸۷٪ از عرب‌های اسرائیلی در بخش فناوری اطلاعات و های‌تک در مدارس مسیحی عربی تحصیل کرده‌اند. این ۴۷ مدرسه مسیحی عربی به ۳۳,۰۰۰ دانش‌آموز مسیحی، مسلمان، دروز و برخی یهودی از سراسر کشور خدمات ارائه می‌دهند.
بر اساس سرشماری اداره مرکزی آمار اسرائیل در سال ۲۰۲۰، ۸۳.۶٪ از مسیحیان دارای گواهینامه دیپلم بودند، که در رتبه بعدی دروزها با ۷۹.۹٪ و مسلمانان با ۶۰.۳٪ قرار دارند. در حالی که ۸۰.۲٪ از یهودیان اسرائیلی نیز دارای گواهینامه دیپلم بودند.
از نظر آماری، مسیحیان عرب در اسرائیل بالاترین نرخ‌های تحصیلی را در میان تمام جوامع مذهبی دارند. طبق داده‌های اداره مرکزی آمار اسرائیل در سال ۲۰۱۰، ۶۳٪ از مسیحیان عرب اسرائیلی دارای تحصیلات دانشگاهی یا تحصیلات تکمیلی بوده‌اند، که بالاترین میزان در میان تمام گروه‌های مذهبی و قومی-مذهبی است. بر اساس سرشماری اداره مرکزی آمار اسرائیل در سال ۲۰۲۰، ۷۰.۹٪ از مسیحیان اسرائیل دارای مدرک دانشگاهی هستند، که در رتبه بعدی دروزها با ۱۵.۳٪ و مسلمانان با ۱۰٪ قرار دارند.
در میان مؤسسات آموزش عالی اسرائیل، دانشگاه حیفا بالاترین درصد از دانشجویان عرب-اسرائیلی را با ۴۱٪ دارد. موسسه فناوری اسرائیل (تکنون) با درصد ۲۲.۲٪ از دانشجویان عرب-اسرائیلی در رتبه دوم قرار دارد.

## سیاست

### احزاب عرب
در اسرائیل سه حزب اصلی عربی وجود دارد: حزب حدش تندرو چپ (یک حزب عربی-یهودی با حضور بسیار زیاد عرب‌ها)، حزب بلد و فهرست مشترک عربی که ائتلافی از چند سازمان سیاسی مختلف از جمله جنبش اسلامی در اسرائیل است. علاوه بر این، حزب طَل نیز وجود دارد که در حال حاضر با حدش همکاری می‌کند. تمامی این احزاب عمدتاً نماینده منافع عرب-اسرائیلی هستند و جنبش اسلامی یک سازمان اسلامی با دو جناح است: یکی که مخالف وجود اسرائیل است و دیگری که مخالف وجود آن به عنوان یک کشور یهودی است. در اولین انتخابات اسرائیل در سال ۱۹۴۹، دو حزب عربی شرکت کردند که یکی از آن‌ها، فهرست دموکراتیک ناصره، دو کرسی کسب کرد. تا دهه ۱۹۶۰، تمام احزاب عربی در کنست با حزب مَپی (حزب حاکم) هم‌سو بودند.
اقلیت کوچکی از عرب‌ها به احزاب صهیونیستی می‌پیوندند و به آن‌ها رای می‌دهند؛ در انتخابات سال ۲۰۰۶، ۳۰٪ از آرای عرب‌ها به چنین احزابی اختصاص یافت که نسبت به ۲۵٪ در سال ۲۰۰۳ افزایش یافته است، هرچند که نسبت به انتخابات‌های سال‌های ۱۹۹۹ (۳۱٪) و ۱۹۹۶ (۳۳٪) کاهش یافته است. احزاب چپ‌گرا (مانند حزب کار و مریتس-یاخاد و پیش از آن یک ملت) بیشترین محبوبیت را در میان عرب‌ها دارند، هرچند که برخی از دروزی‌ها نیز به احزاب راست‌گرا مانند لیکود و اسرائیل خانه ما و همچنین حزب میانه‌رو کادیما رای داده‌اند.

#### نمایندگی در کنست (پارلمان)
شهروندان عرب‌ در نخستین کنست  (مجلس پارلمانی) دولت اسرائیل در سال ۱۹۴۹ حضور داشتند. در سال ۲۰۱۱، از میان ۱۲۰ عضو پارلمان اسرائیل، ۱۳ نفر از شهروندان عرب بودند که بیشتر آن‌ها نماینده احزاب سیاسی عربی هستند و یکی از قضات دیوان عالی اسرائیل نیز یک عرب  است.
در انتخابات سال ۲۰۱۵، ۱۸ عضو عرب در کنست اسرائیل حضور داشتند. به همراه ۱۳ نماینده از لیست مشترک، پنج نماینده عرب دیگر نیز احزاب صهیونیستی را نمایندگی می‌کردند که بیش از دو برابر تعداد آن‌ها در کنست پیشین بود.
برخی از اعضای کنست عرب، چه در گذشته و چه حال، تحت تحقیق پلیس به خاطر سفرهایشان به کشورهایی که بر اساس قانون اسرائیل به عنوان کشورهای دشمن شناخته شده‌اند، قرار گرفته‌اند. این قانون پس از سفر محمد باراکه، عضو کنست، به سوریه در سال ۲۰۰۱ تغییر یافت به‌گونه‌ای که اعضای کنست اکنون باید به‌طور صریح از وزیر کشور مجوز درخواست کنند تا به این کشورها سفر کنند. در اوت ۲۰۰۶، اعضای کنست از حزب بلد، عزمی بشاره، جمال زحالقه و وسیل طه، بدون درخواست یا دریافت مجوز لازم، به سوریه سفر کردند و تحقیقات جنایی در مورد اقدامات آن‌ها آغاز شد. محمد میاری، عضو پیشین کنست عرب، در ۱۸ سپتامبر ۲۰۰۶ توسط پلیس به خاطر احتمال ورود به کشور دشمن بدون مجوز رسمی مورد بازجویی قرار گرفت. او به مدت ۲.۵ ساعت در ایستگاه پلیس پتاه تکوا درباره سفر اخیرش به سوریه مورد بازجویی قرار گرفت. همچنین، محمد کنعان، عضو پیشین دیگر کنست، نیز برای بازجویی در مورد همان سفر به پلیس احضار شد. در سال ۲۰۱۰، شش عضو کنست عرب به لیبی، یک کشور عربی به‌طور علنی ضد صهیونیست، سفر کردند و با معمر قذافی و مقامات ارشد دولتی ملاقات کردند. قذافی از آن‌ها خواست که به دنبال راه‌حل یک‌دولتی باشند و همچنین برای مقابله با هرگونه "طرح" برای اخراج آنان، به "افزایش تعداد" عرب‌ها توصیه کرد.
کمیته اخنضباطی کنست در چندین مورد اعضای عرب کنست را که به نظر کمیته از هنجارهای قابل قبول فراتر رفته بودند، به تعلیق درآورده است. در سال ۲۰۱۶، حنین زعبی و جمال زحالقه به مدت چهار ماه از جلسات عمومی محروم شدند و باسل غطاس به مدت دو ماه به خاطر بازدید از خانواده‌های مهاجمان و قاتلان فلسطینی که توسط نیروهای امنیتی اسرائیل کشته شده بودند، از جلسات محروم شد. غطاس در سال ۲۰۱۷ به دلیل اتهام قاچاق تلفن‌های همراه به زندانیان تروریست برای شش ماه دیگر از جلسات محروم شد و زعبی نیز به مدت یک هفته به دلیل آن‌که سربازان ارتش اسرائیل را "قاتل" نامیده بود، به تعلیق درآمد.

#### نمایندگی در موقعیت‌های سیاسی، قضائی و نظامی
کنست (پارلمان):  شهروندان عرب اسرائیل به هر دوره از کنست انتخاب شده‌اند و تا سال ۲۰۱۵، 17 کرسی از ۱۲۰ کرسی آن را در اختیار داشتند. اولین زن عرب که به عنوان نماینده پارلمان انتخاب شد، حسنیه جباره، یک زن مسلمان عرب از مرکز اسرائیل بود که در سال ۱۹۹۹ به این مقام دست یافت.
در کابینه:  تا سال ۲۰۰۱، هیچ عربی به کابینه اسرائیل افزوده نشده بود. در سال ۲۰۰۱، این وضعیت تغییر کرد، زمانی که صلاح الطریف، یک شهروند عرب دروزی اسرائیل، به عنوان عضو کابینه آریل شارون بدون پست مشخص منصوب شد. الطریف بعداً پس از محکومیت به فساد از سمت خود برکنار شد. اولین وزیر غیر دروزی عرب در تاریخ اسرائیل، رالم مجادله بود که در سال ۲۰۰۷ به عنوان وزیر بدون پست و یک ماه بعد به عنوان وزیر علوم، فرهنگ و ورزش منصوب شد.با پیروی از این پیش‌گام، وزیران یا معاونین وزیری مسلمان عرب دیگری نیز خدمت کردند، از جمله عیسیوی فریج، عبدالعزیز الزعبی و نواف مسلحه.
دیوان عالی:  عبدالرحمان الزعبي، یک مسلمان از شمال اسرائیل، اولین عربی بود که به دیوان عالی اسرائیل منصوب شد و به مدت ۹ ماه در سال ۱۹۹۹ در این سمت خدمت کرد. در سال ۲۰۰۴، سالم جبران، یک عرب مسیحی از حیفا که از مارونی‌های لبنانی است، به عنوان اولین عرب با انتصاب دائمی در دیوان عالی منصوب شد. تخصص جبران در زمینه حقوق کیفری است.منبع بهتر مورد نیاز] جورج کارا، یک عرب مسیحی از یافا، از سال ۲۰۰۰ به عنوان قاضی دادگاه منطقه‌ای تل‌آویو خدمت کرده است. او قاضی ریاست دادگاه در محاکمه موشه کاتساو بود. در سال ۲۰۱۱، او به عنوان کاندیدای دیوان عالی اسرائیل معرفی شد.
ارتش دفاع اسرائیل :  ژنرال‌های عرب در ارتش اسرائیل شامل ژنرال حسین فَارس، فرمانده پلیس مرزی اسرائیل، و ژنرال یوسف مشلاو، رئیس فرماندهی جبهه داخلی و هماهنگ‌کننده فعلی فعالیت‌های دولتی در اراضی، می‌شوند. هر دو از جامعه دروزی هستند. دیگر افسران ارشد در ارتش اسرائیل شامل سرهنگ آموش یارکونی (نام اصلی: عبدالمجید حیدر) از جامعه بدوی است، که یک افسر افسانه‌ای در نیروهای دفاعی اسرائیل و یکی از شش عرب اسرائیلی است که مدال سومین درجه بالاترین دکوراسیون ارتش اسرائیل، مدال خدمت ممتاز، را دریافت کرده است.
پلیس اسرائیل : در سال ۲۰۱۱، جمال حقروش به عنوان اولین معاون بازرس کل مسلمان عرب در پلیس اسرائیل منصوب شد. او پیش از این به عنوان فرمانده منطقه در دو منطقه مختلف خدمت کرده بود.

#### بالاد
در دسامبر ۲۰۰۲، عزمی بشاره و حزب او، بالاد، که خواهان تبدیل اسرائیل به "کشور تمام شهروندانش" است، توسط کمیته مرکزی انتخابات اسرائیل ممنوع شدند. دلیل این تصمیم، امتناع از به رسمیت شناختن اسرائیل به عنوان "کشور یهودی و دموکراتیک" و اظهاراتی که ترویج مبارزه مسلحانه علیه اسرائیل را به همراه داشت، بود. دیوان عالی اسرائیل در ژانویه ۲۰۰۳ این تصمیم را لغو کرد. بشاره از ۱۹۹۶ تا ۲۰۰۷ به عنوان عضو کنست خدمت کرد. او در دسامبر ۲۰۰۵ به حضار در لبنان گفت که شهروندان عرب "... مانند تمام اعراب هستند، فقط با تابعیت اسرائیلی که به آنها تحمیل شده است ... فلسطین را به ما بازگردانید و دموکراسی خود را با خود ببرید. ما اعراب به آن علاقه‌ای نداریم." بشاره در سال ۲۰۰۷ و در پی خبرهایی مبنی بر مطرح شدن اتهامات کیفری علیه او، از سمت خود در کنست استعفا داد و کشور را ترک کرد. او به جاسوسی و پول‌شویی متهم شده است که ناشی از ادعاهایی است مبنی بر اینکه او به حزب‌الله اطلاعاتی درباره اهداف استراتژیک که باید در جنگ ۲۰۰۶ لبنان با راکت‌ها مورد حمله قرار گیرند، داده است و در عوض مقادیر زیادی پول دریافت کرده است.

#### فهرست عربی متحد - طاعل و بلاد
در سال ۲۰۰۹، فهرست عربی متحد – طاعل و بالاد به دلیل عدم به رسمیت شناختن دولت اسرائیل و دعوت به درگیری مسلحانه علیه آن، محروم شدند. دیوان عالی این تصمیم کمیته را با رأی اکثریت هشت به یک لغو کرد.

## سلامتی
علت‌های شایع مرگ و میر مرتبط با سلامت شامل بیماری‌های قلبی و سرطان است. در سال ۲۰۰۰، حدود ۱۴٪ از مردم عرب به مرض قند مبتلا بودند. تقریباً نیمی از مردان عرب سیگار می‌کشند. امید به زندگی از سال ۱۹۴۸، ۲۷ سال افزایش یافته است. علاوه بر این، به دلیل بهبودهای عمدتاً در مراقبت‌های بهداشتی، میزان مرگ و میر نوزادان عرب از ۳۲ مرگ در هر هزار تولد در سال ۱۹۷۰ به ۸.۶ در هر هزار در سال ۲۰۰۰ کاهش یافته است. با این حال، میزان مرگ و میر نوزادان در میان بدوی‌ها همچنان بالاترین در اسرائیل و یکی از بالاترین‌ها در کشورهای توسعه‌یافته است.
در سال ۲۰۰۳، سطح مرگ و میر نوزادان در میان شهروندان عرب به طور کلی ۸.۴ در هر هزار بود که بیش از دو برابر نرخ ۳.۶ در هر هزار در میان جمعیت یهودی بود. در بودجه سال ۲۰۰۲، وزارت بهداشت اسرائیل کمتر از ۱٪ از بودجه ۲۷۷ میلیون شیکل  خود (۱.۶ میلیون شیکل) را برای توسعه تسهیلات بهداشتی در جوامع عرب اختصاص داد.
ناصریه سه بیمارستان خصوصی در خدمت مناطق خود دارد: بیمارستان ناصریه (که به نام بیمارستان انگلیسی نیز شناخته می‌شود، بیمارستان فرانسوی ناصریه، و بیمارستان ایتالیایی ناصریه. تمامی این بیمارستان‌ها توسط جامعه مسیحی ناصریه اداره می‌شوند. جامعه عرب مسیحی همچنین بیمارستان ایتالیایی را در حیفا مدیریت می‌کند.
با اینکه عرب‌ها ۲۰٪ از کل جمعیت اسرائیل را تشکیل می‌دهند، در سال ۲۰۱۵ آنها ۳۵٪ از تمام پزشکان در اسرائیل را شامل می‌شدند و بر اساس مطالعه‌ای از دانشگاه تل‌آویو، عرب‌ها حدود ۳۵٪ از تمامی داروسازان در اسرائیل را به خود اختصاص می‌دهند. شورای محلی عربی عرابه یکی از بالاترین نسبت‌های پزشک به جمعیت در جهان را دارد.